# 北京水毛茛
北京水毛茛（学名：Batrachium pekinense）为毛茛科水毛茛属下的一个种。于70年代发现于北京

## 扩展阅读
維基物種上的相關：北京水毛茛